# Hygrophila linearis
Hygrophila linearis là một loài thực vật có hoa trong họ Ô rô. Loài này được Burkill mô tả khoa học đầu tiên năm 1899.